# یارومیر زمان
 یارومیر زمان (انگلیسی: Jaromír Zeman؛ زاده ۱۲ اوت ۱۸۸۶) یک تنیس‌باز اهل چکسلواکی است.